# Ahaus
Ahaus – miasto w Niemczech, w kraju związkowym Nadrenia Północna-Westfalia, w rejencji Münster, w powiecie Borken. Liczy 38 952 mieszkańców (2010).
W Ahaus urodziła się polska tenisistka, Urszula Radwańska.

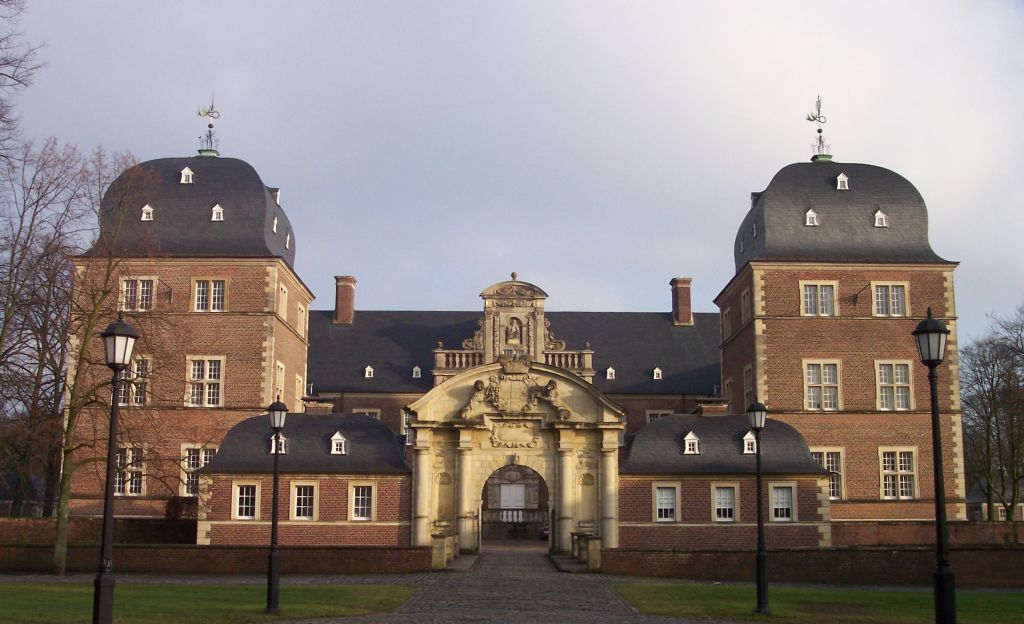
Zamek Ahaus